# 小行星8455
小行星8455（英語：8455 Johnrayner）是一颗围绕太阳公转的小行星。1981年3月6日，舒爾特·巴斯在赛丁泉山发现了此天体。
这颗小行星的绝对星等为233.17339等。